# Amata metan
Amata metan là một loài bướm đêm thuộc phân họ Arctiinae, họ Erebidae.